# Gairenbuckel
Der Gairenbuckel ist ein etwa 595 m ü. NHN hoher Pass im baden-württembergischen Landkreis Göppingen am Trauf der Schwäbischen Alb in Deutschland.
Über ihn führt die Landesstraße 1218 von Schlat im Norden nach Reichenbach im Täle im Südosten und verbindet so letztlich das mittlere mit dem oberen Filstal. Das Dorf Schlat am Nordfuß liegt in der Erosionsbucht des Weilerbachs, dessen zunächst am Pass entspringende Zulauf der Böglesbach ist. Reichenbach liegt etwas ferner an der Mündung des Fischbachs, der vom Pass her durch ein langgezogenes Tal südöstlich zur oberen Fils läuft. Westlich der Passhöhe steigt das Gelände in der Linie des Albtraufs zum Fuchseck (761 m) an, östlich davon zum Wasserberg (751 m). Dicht am Passweg liegen der Gairenhof und ein Wanderparkplatz. 